# Paul da Serra

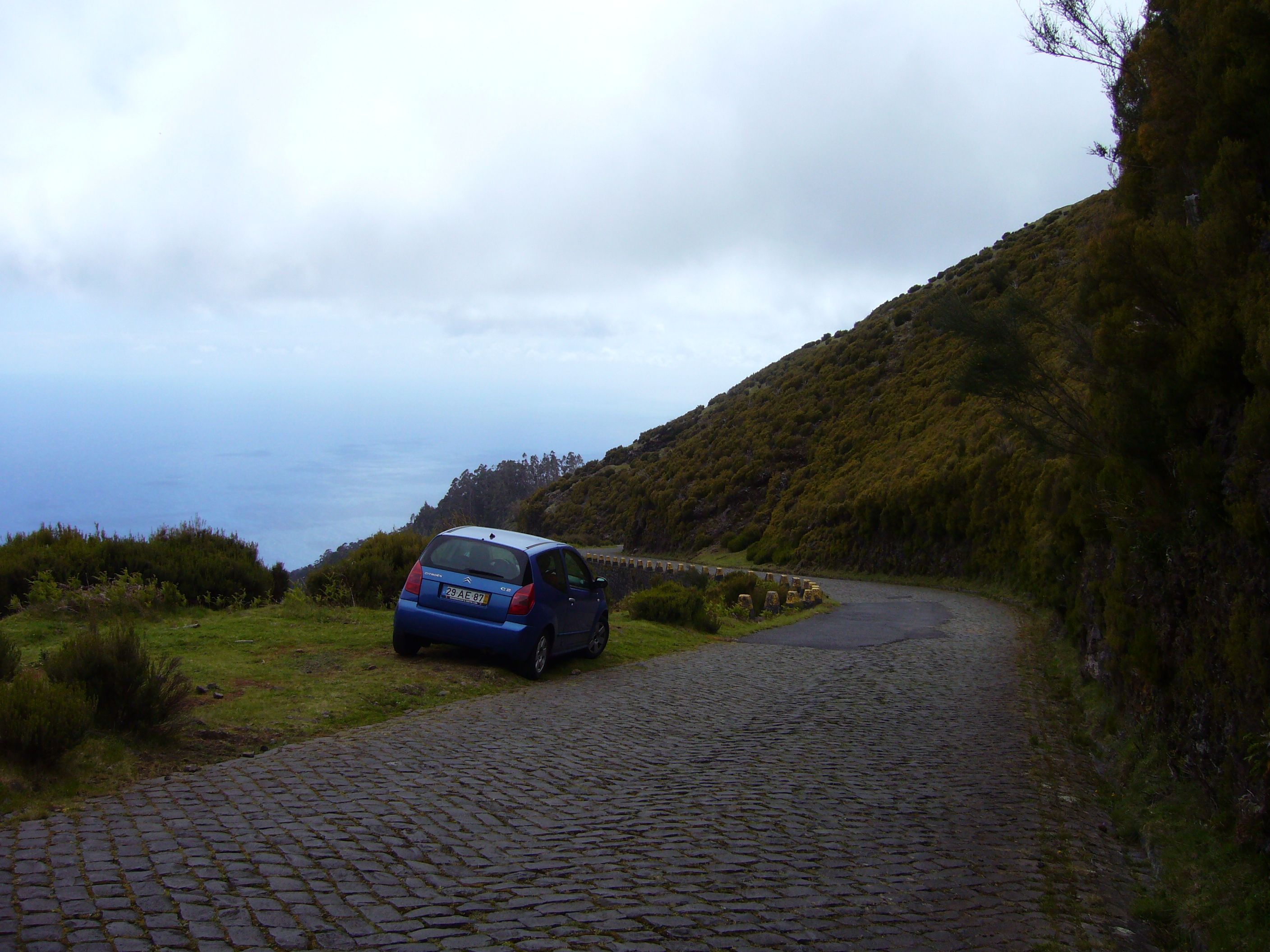
Počátek klesání z Paul da Serra do Calhety.

Paul da Serra (v portugalštině horská bažina) je centrální náhorní plošina v západní polovině ostrova Madeira.
Plošina má od západu k východu asi 17 km, od severu k jihu asi 6 km. V odpoledních hodinách zde obvykle padá hustá mlha, je zde vlhké horské klíma. Před příchodem lidí na ostrov byla celá náhorní plošina zalesněná, vyskytoval se zde hojně cedr. Po odlesnění zde rostou trávy, kapradiny (hasivka orličí) a hlodáš evropský [1], který byl na ostrov dovezen. Převažující nadmořská výška je od 1400 do 1500 m. Pod touto výškou na strmých svazích roste převážně vřesovec stromový [2] a vavřín (Laurisilva). Nejvyšším bodem plošiny je Pico Ruivo do Paul (1639 m). Dříve se uváděl kopec Bica da Cana (1620 m). Oba vrcholy se nalézají na východním okraji, kde plošina prudce padá do hlubokého údolí s průsmykem Encumeada.
Vodu z plošiny odvádějí potoky tekoucí na severozápad přes Rabaçal, z jižního okraje ji odvádí Levada do Paul. Na Rabaçalu začínají levády Risco a 25 fontes. Voda z levád na severním okraji je vedena na jižní stranu ostrova tunelem dlouhým 3 km.
Na plošině se pasou krávy, ovce a kozy. Dobytek se pase volně. Je zde také asi 50 vrtulí větrných elektráren (v září 2009). V dobách před zřízením letiště na Madeiře se vedly úvahy o vhodnosti jeho umístění na Paul da Sera. Nakonec od toho bylo upuštěno pro nestálost zdejšího počasí, stále vanoucí silný vítr a nákladnost dopravy z Funchalu.
Přes plošinu vede od západu (z Porto Moniz) na východ (k průsmyku Encumeada) dobrá silnice. Kolmo z ní vybíhají užší silnice – na sever do Ribeira da Janela a do São Vicente, na jih do Calhety, Arco da Calheta a Prazeres.

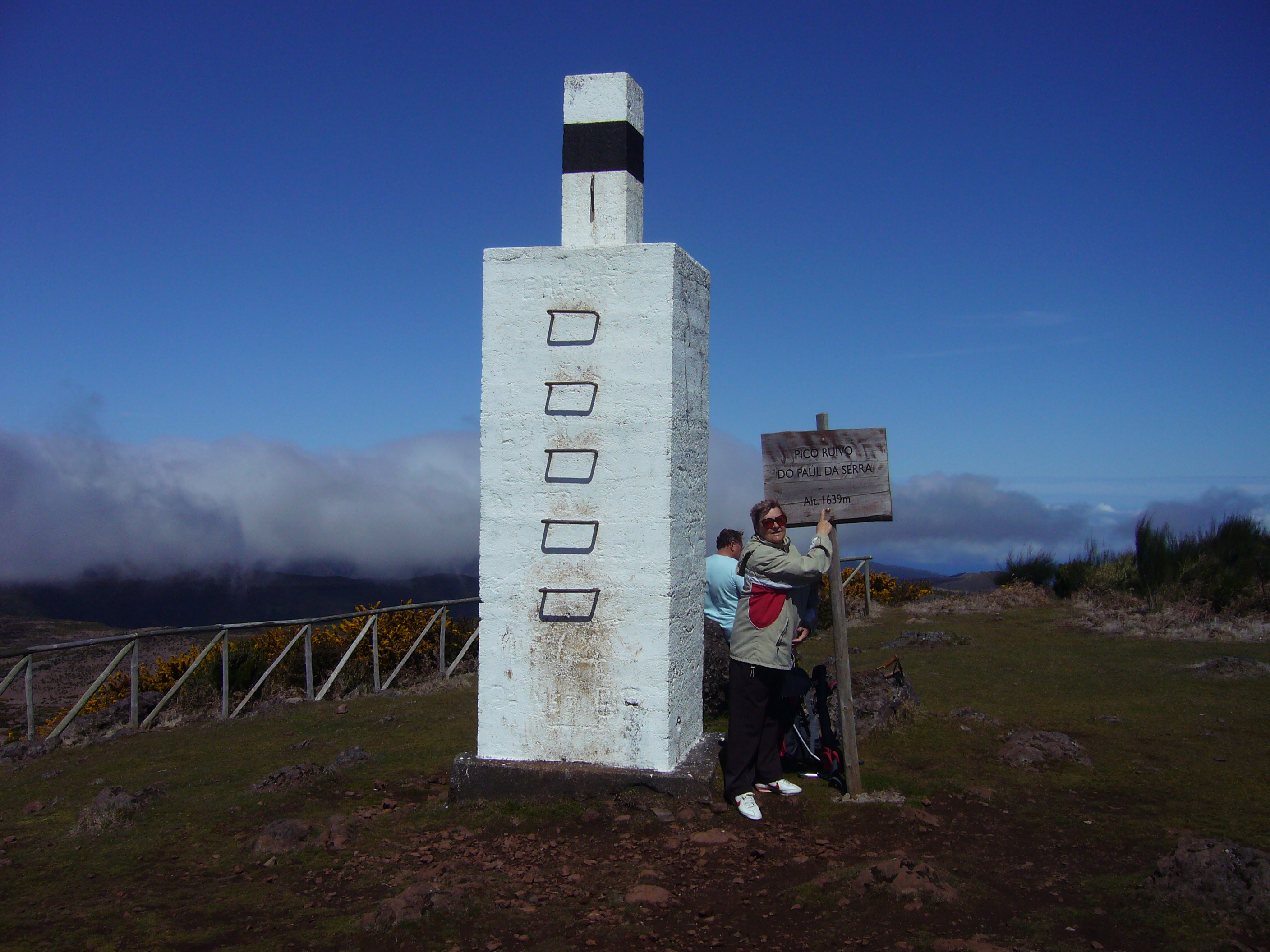
Na vrcholu Pico Ruivo do Paul - 1639 m nad mořem.

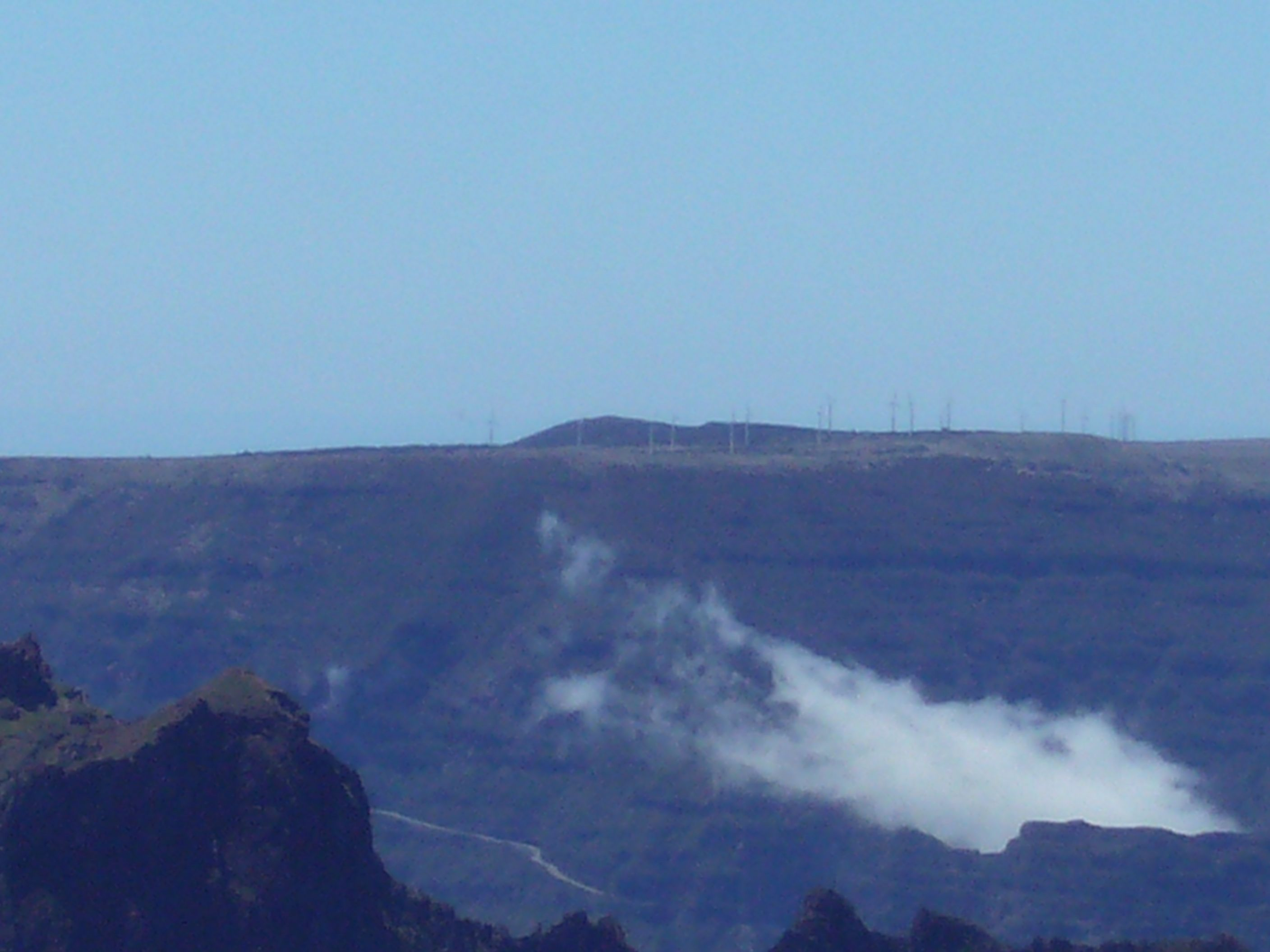
Paul da Serra s větrnými elektrárnami, jak je v dálce vidět z Pico do Arieiro.

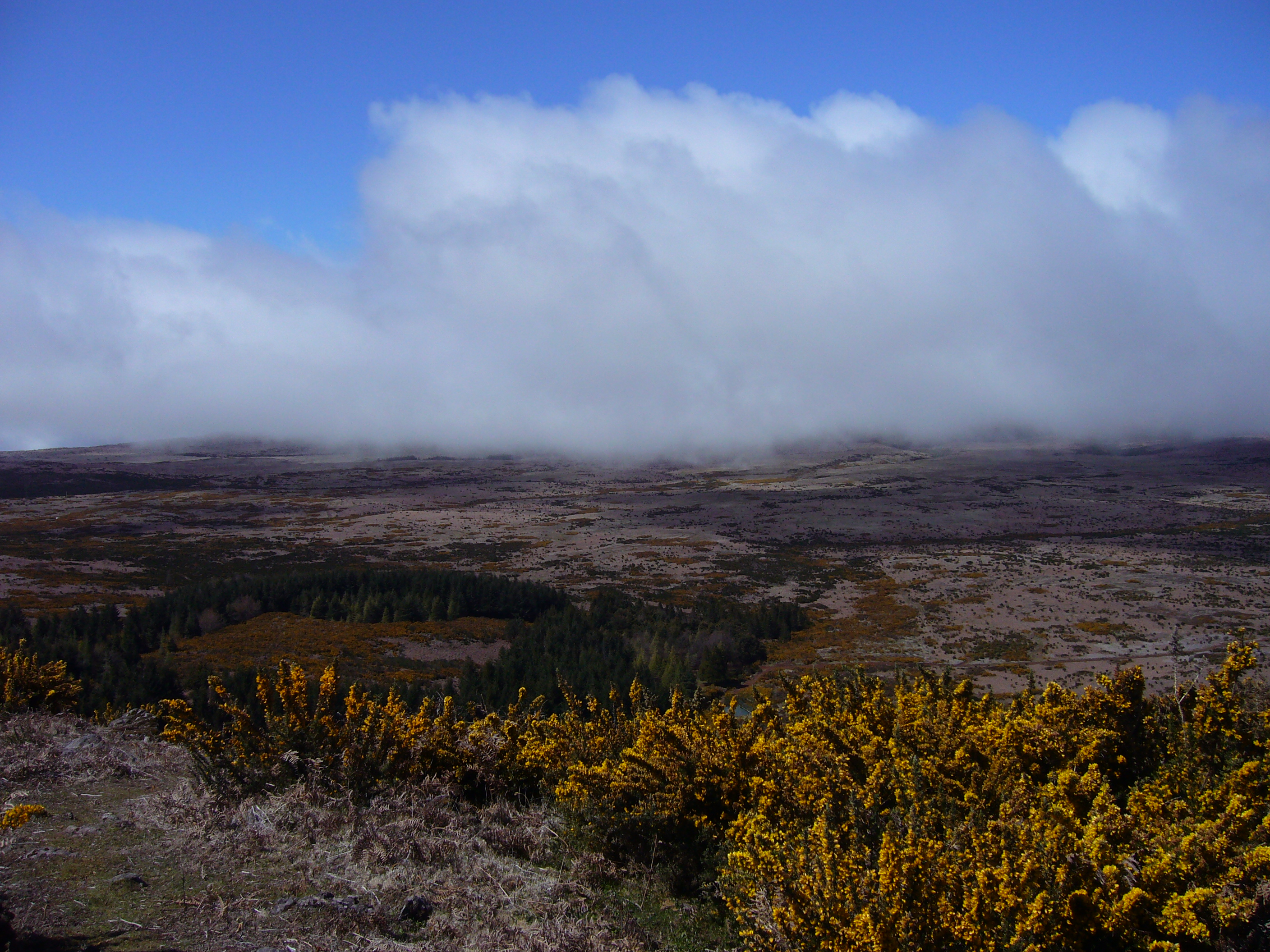
Pohled na náhorní plošinu z Pico Ruivo do Paul. Žlutě kvetoucí keř je hlodáš evropský (Ulex europaeus).